# Akaa
Akaa (szw. Ackas) – miasto i gmina w Finlandii, w regionie Pirkanmaa. Powstało 1 stycznia 2007 roku, kiedy miasto Toijala i gmina Viiala zostały połączone w jedno miasto. 1 stycznia 2011 przyłączono do Akaa gminę Kylmäkoski. Populacja wynosi 17 028 (2014). Powierzchnia wynosi 114,67 km², z czego 12,5 km² to woda.
Miasto znajduje się nad jeziorami Vanajavesi oraz Nahkiala.
W Toijali oraz Viiali znajdują się stacje kolejowe.

## Odległości od innych miast
- Helsinki - 140 km
- Tampere - 40 km
- Hämeenlinna - 40 km
- Turku - 120 km

## Sąsiadujące gminy
- Valkeakoski
- Lempäälä
- Vesilahti

## Miasta partnerskie
- Bolintin-Vale, Rumunia
- Hallsberg, Szwecja
- Klippan, Szwecja
- Sakskøbing, Dania
- Sande, Norwegia
- Tapa, Estonia